# 博里斯科維奇
50°25′18″N 24°46′57″E / 50.42167°N 24.78250°E
博里斯科維奇（烏克蘭語：Борисковичі），是烏克蘭的村落，位於該國西部沃倫州，由盧茨克區負責管轄，始建於1184年，面積17.7平方公里，2001年人口543，人口密度每平方公里30.68人。